# Nechválova Polianka
Nechválova Polianka est un village de Slovaquie situé dans la région de Prešov.

## Histoire
Première mention écrite du village en 1547.

## Démographie

### Évolution de la population
| Année:               | 1994. | 2004.    | 2014.    | 2024.    |
| -------------------- | ----- | -------- | -------- | -------- |
| Nombre de personnes: | 165   | 127      | 83       | 104      |
| Différence:          |       | -23,03 % | -34,64 % | +25,30 % |

| Année:               | 2023. | 2024.   |
| -------------------- | ----- | ------- |
| Nombre de personnes: | 107   | 104     |
| Différence:          |       | -2,80 % |